# SEAT Exeo
SEAT Exeo - автомобіль іспанської компанії SEAT. Був офіційно представлений в 2008 році на автосалоні в Парижі. Є перелицьованою версією Audi A4 покоління B7. Exeo випускався в кузовах седан та універсал.
Раніше під кодовою назвою Bolero (хоча його не слід плутати з ранішим концептуальним автомобілем SEAT з такою ж назвою) та внутрішньо позначеним Typ 3R, назва Exeo походить від латинського слова exire, що означає "виходити за межі" порушуючи недавню традицію SEAT називати свої машини іменами іспанських міст.
Виробництво Exeo закінчилось у травні 2013 року, остаточне виробниче число становило 81 552. Його замінили SEAT Toledo для седана та SEAT León ST для універсала.

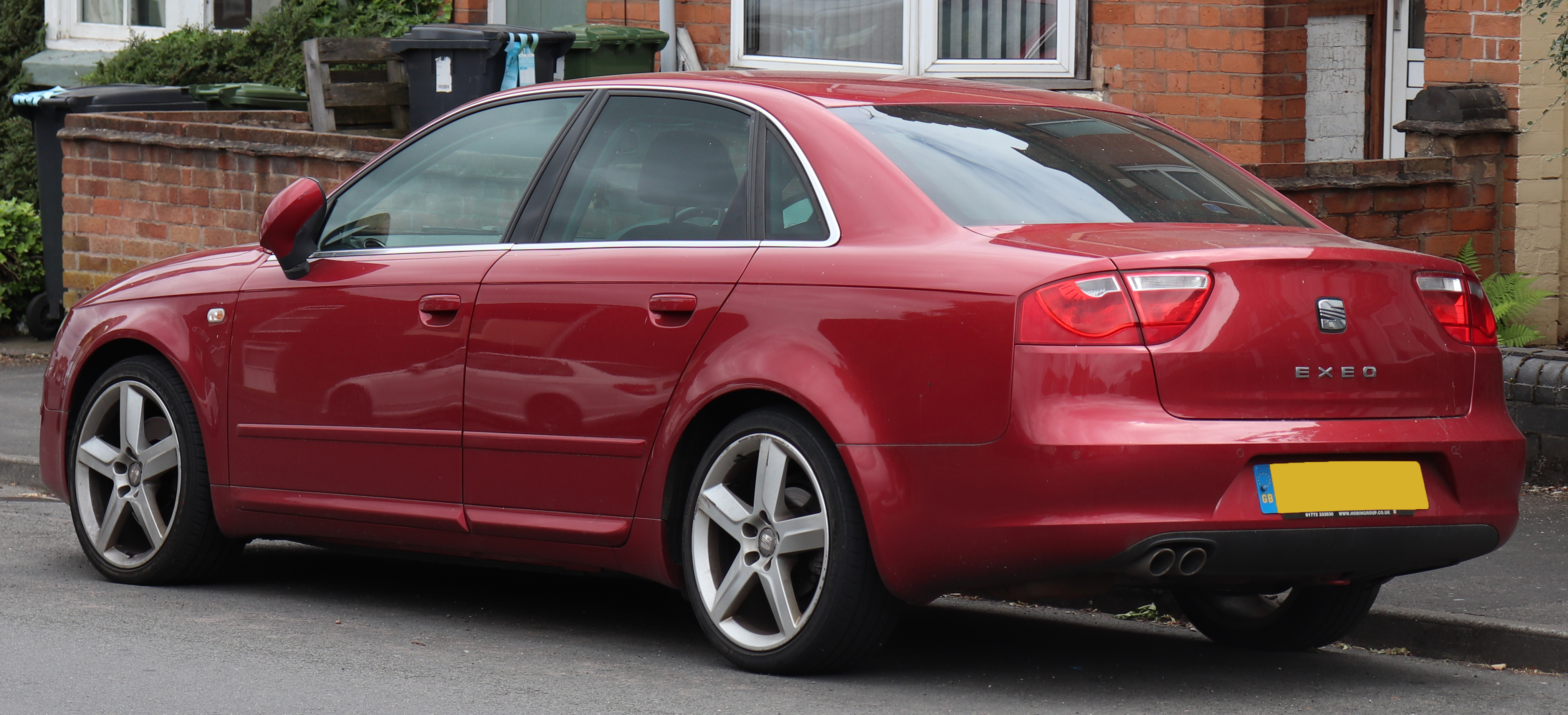
Seat Exeo
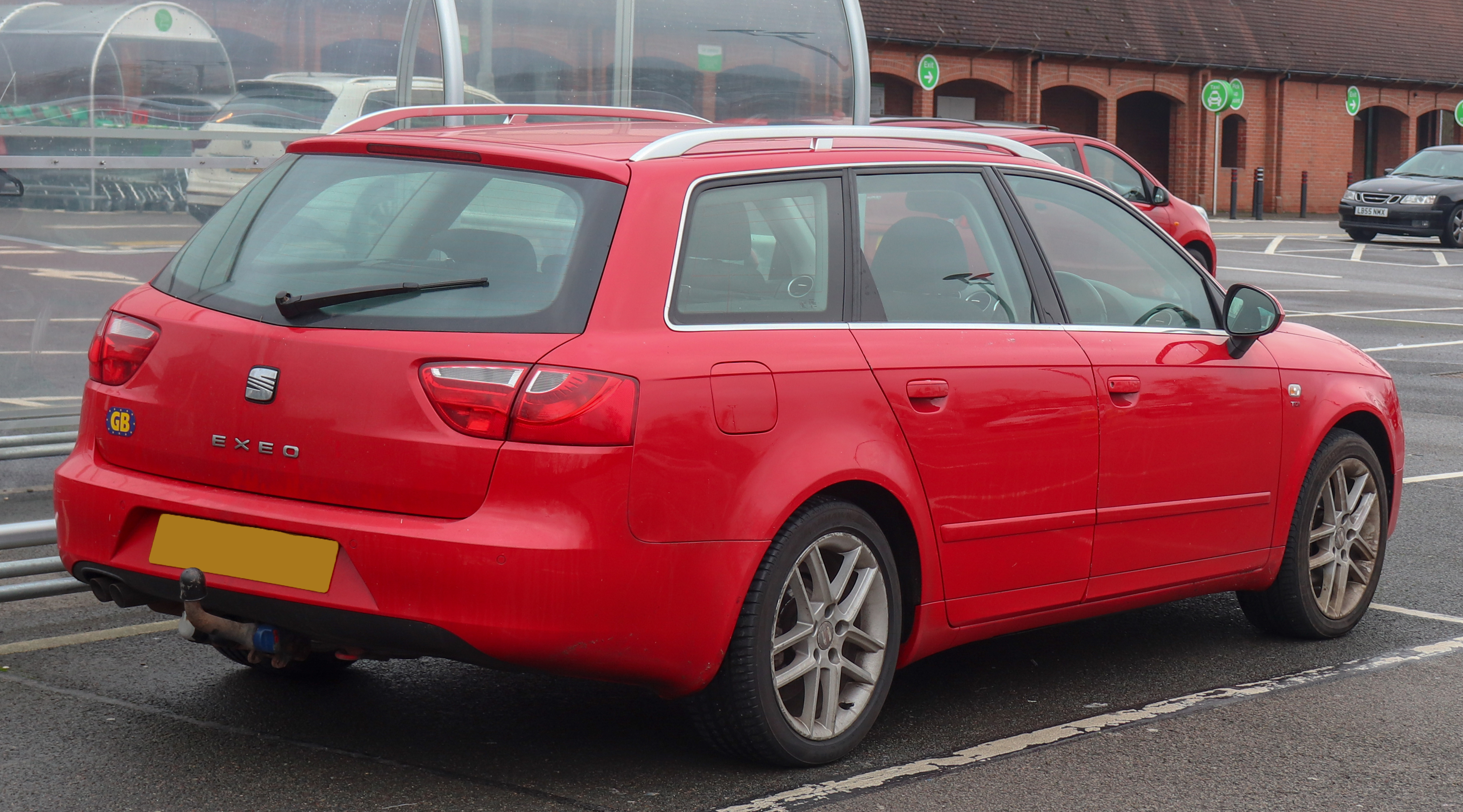
Seat Exeo ST
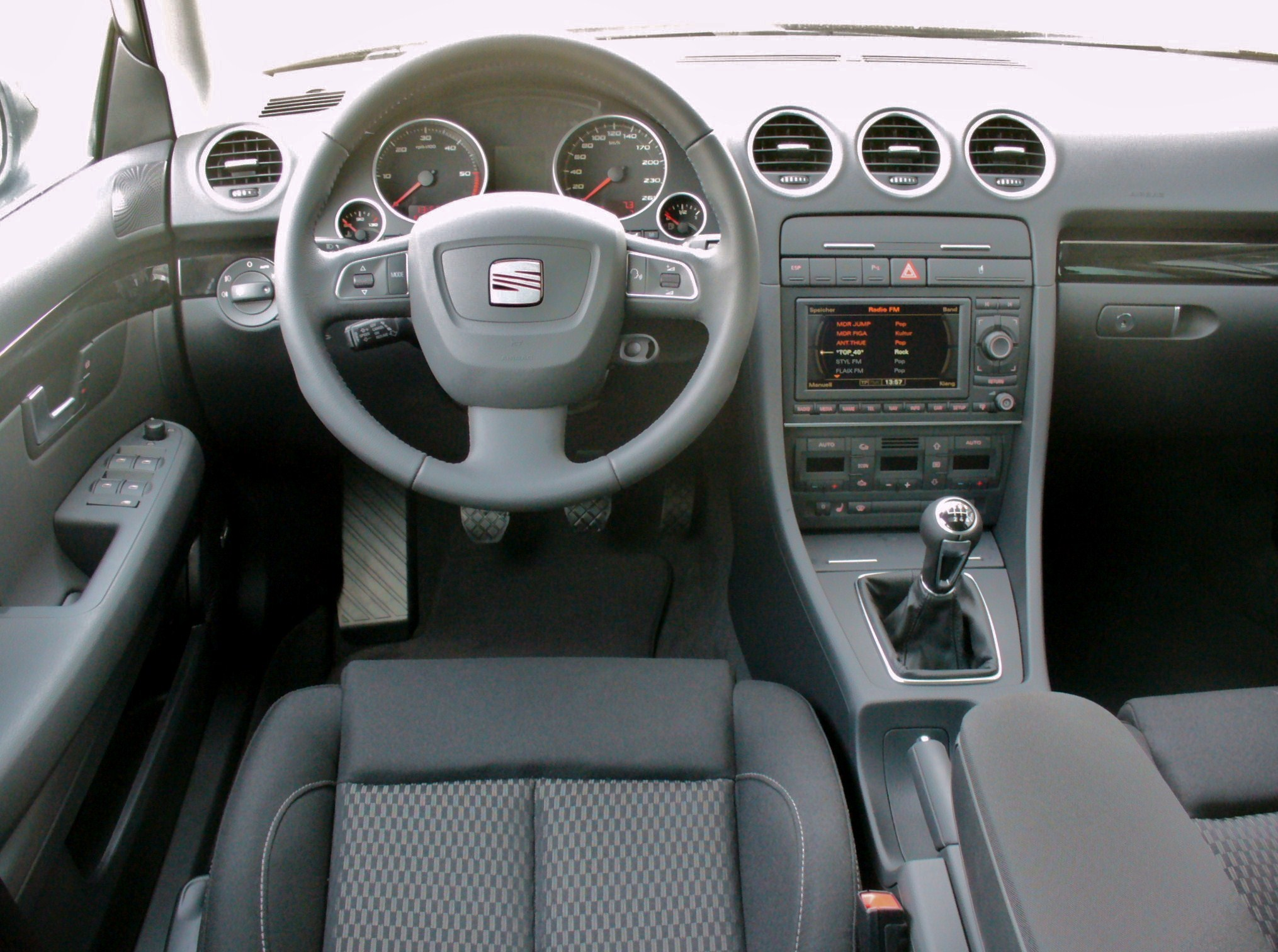

## Технічні дані
| Модель       | Об'єм     | Клапана   | Потужність кВт (к.с.) при об/хв | Крутний момент при об/хв | Код двигуна | Vмакс            | 0–100 км/год  | Роки випуску |           |
| Бензинові    | Бензинові | Бензинові | Бензинові                       | Бензинові                | Бензинові   | Бензинові        | Бензинові     | Бензинові    | Бензинові |
| ------------ | --------- | --------- | ------------------------------- | ------------------------ | ----------- | ---------------- | ------------- | ------------ | --------- |
| 1.6          | 1595 см³  | 8         | 75 (102)/5600                   | 148 Нм/3800              | ALZ         | (186) 190 км/год | 12,6 (13,1) с | 2009–2010    |           |
| 1.8T         | 1781 см³  | 20        | 110 (150)/5700                  | 220 Нм/1800–4500         | CFMA        | (210) 217 км/год | 9,3 (9,6) с   | 2009–2010    |           |
| 1.8 TSI      | 1798 см³  | 16        | 88 (120)/3650–6200              | 230 Нм/1500–3650         | CDHA        | (196) 202 км/год | 10,6 (11,1) с | з 2010       |           |
| 1.8 TSI      | 1798 см³  | 16        | 118 (160)/4500–6200             | 250 Нм/1500–4500         | CDHB        | (218) 225 км/год | 8,6 (8,9) с   | з 2010       |           |
| 2.0 TFSI     | 1984 см³  | 16        | 147 (200)/5100                  | 280 Нм/1800–5000         | BWE         | (236) 241 км/год | 7,3 (7,6) с   | з 2009       |           |
| 2.0 TFSI     | 1984 см³  | 16        | 155 (211)/4600–6000             | 320 Нм/1500–4600         | CDND        | (239) 244 км/год | 7,1 (7,3) с   | з 2010       |           |
| Дизельні     |           |           |                                 |                          |             |                  |               |              |           |
| 2.0 TDI (CR) | 1968 см³  | 16        | 88 (120)/4000                   | 290 Нм/1750–2500         | CAGC        | (196) 201 км/год | 10,5 (10,9) с | з 2009       |           |
| 2.0 TDI (CR) | 1968 см³  | 16        | 105 (143)/4200                  | 320 Нм/1750–2500         | CAGA        | (207) 214 км/год | 9,2 (9,6) с   | з 2009       |           |
| 2.0 TDI (CR) | 1968 см³  | 16        | 125 (170)/4200                  | 350 Нм/1750–2500         | CAHA        | (224) 229 км/год | 8,4 (8,6) с   | з 2009       |           |

- В дужках дані для версії ST

## Виробництво
| Модель                              | 2008 | 2009   | 2010   |
| ----------------------------------- | ---- | ------ | ------ |
| SEAT Exeo                           | 348  | 13,952 |        |
| SEAT Exeo ST                        | 21   | 9,029  |        |
| Загальний обсяг річного виробництва | 369  | 22,981 | 23,108 |